# Fukoziltransferaza
Fukoziltransferaza je enzim koji prenosi šećer L-fukozu sa donora GDP-fukoze (guanozin difosfat-fukoza) na akceptorski supstrat. Akceptorski supstrat može biti drugi šećer, kao što je transfer fukoze u jezgro GlcNAc (N-acetilglukozamin) šećera kao u slučaju N-vezane glikozilacije, ili na protein, kao u slučaju O-vezane glikozilacije koju proizvodi O-fukoziltransferaza. Kod sisara postoje različite fukoziltransferaze, od kojih se velika većina nalazi u Golđijevom aparatu. Nedavno se pokazalo da se O-fukoziltransferaze lokalizuju na endoplazmatskom retikulumu (ER).

## Klasifikacija
Porodica glikoziltransferaza 10 CAZI GT_10 obuhvata enzime sa dve poznate aktivnosti; galaktozid 3(4)-L-fukoziltransferaza (EC 2.4.1.65) i galaktozid 3-fukoziltransferaza (EC 2.4.1.152). Galaktozidne 3-fukoziltransferaze pokazuju sličnosti sa alfa-2 i alfa-6-fukoziltransferazama. Biosinteza antigena ugljenih hidrata sijalil Luis X (sLe(x)) zavisi od aktivnosti galaktozid 3-fukoziltransferaze. Ovaj enzim katalizuje transfer fukoze sa GDP-beta-fukoze na 3-OH N-acetilglukozamina koji je prisutan u akceptorima laktozamina.

## Ljudski proteini koji sadrže ovaj domen
FUT1; FUT2; FUT3; FUT4; FUT5; FUT6; FUT7; FUT8; FUT9; FUT10; FUT11;

## Spoljašnje veze
- Fucosyltransferases на 